# Claude Nigon
Claude Nigon   (Basilea, 28 de desembre de 1928 - Basilea, 30 de gener de 1994) fou un tirador d'esgrima francès, especialista en espasa, que va competir durant la de dècada de 1950.
El 1952 va prendre part en els Jocs Olímpics d'Estiu de Hèlsinki, on quedà eliminat en sèries en les proves d'espasa per equips i espasa individual del programa d'esgrima. Quatre anys més tard, als Jocs de Melbourne, va guanyar la medalla de bronze en la prova del espasa per equips.
En el seu palmarès també destaquen tres medalles al Campionat del Món d'esgrima, dues de plata i una de bronze, entre les edicions de 1950 i 1955.